# Lidija Lukiwna Semenjuk
Lidija Lukiwna Semenjuk (ukrainisch Лідія Луківна Семенюк, russisch Лидия Лукинична Семенюк; * 24. März 1918 in Tschernigow; † 20. Dezember 2001) war eine sowjetisch-ukrainische Architektin.

## Leben
Nach dem zehnjährigen Schulbesuch in Tschernigow begann Semenjuk 1935 das Studium an der Architektur-Fakultät des Kiewer Bau-Instituts. Während des Deutsch-Sowjetischen Krieges arbeitete sie in der evakuierten Bauorganisation in Bijsk. 1944 kehrte sie nach Kiew zurück, um ihr Studium fortzusetzen.
Nach dem Abschluss des Studiums 1947 arbeitete Semenjuk im Kiewer Bauprojektierungsinstitut Kiewski oblprojekt (1955 Oblgorselstroiprojekt, 1967 Ukrgorstroiprojekt, 1971 UkrNDIPgraschdanselstroi), wo sie Chefprojektarchitektin und schließlich Leiterin der Architektur-Werkstatt wurde. Sie führte viele Projekte als Mitglied der jeweiligen Autorenkollektive durch. Seit 1951 war sie Mitglied der Architektenunion der UdSSR.

## Projekte (Auswahl)

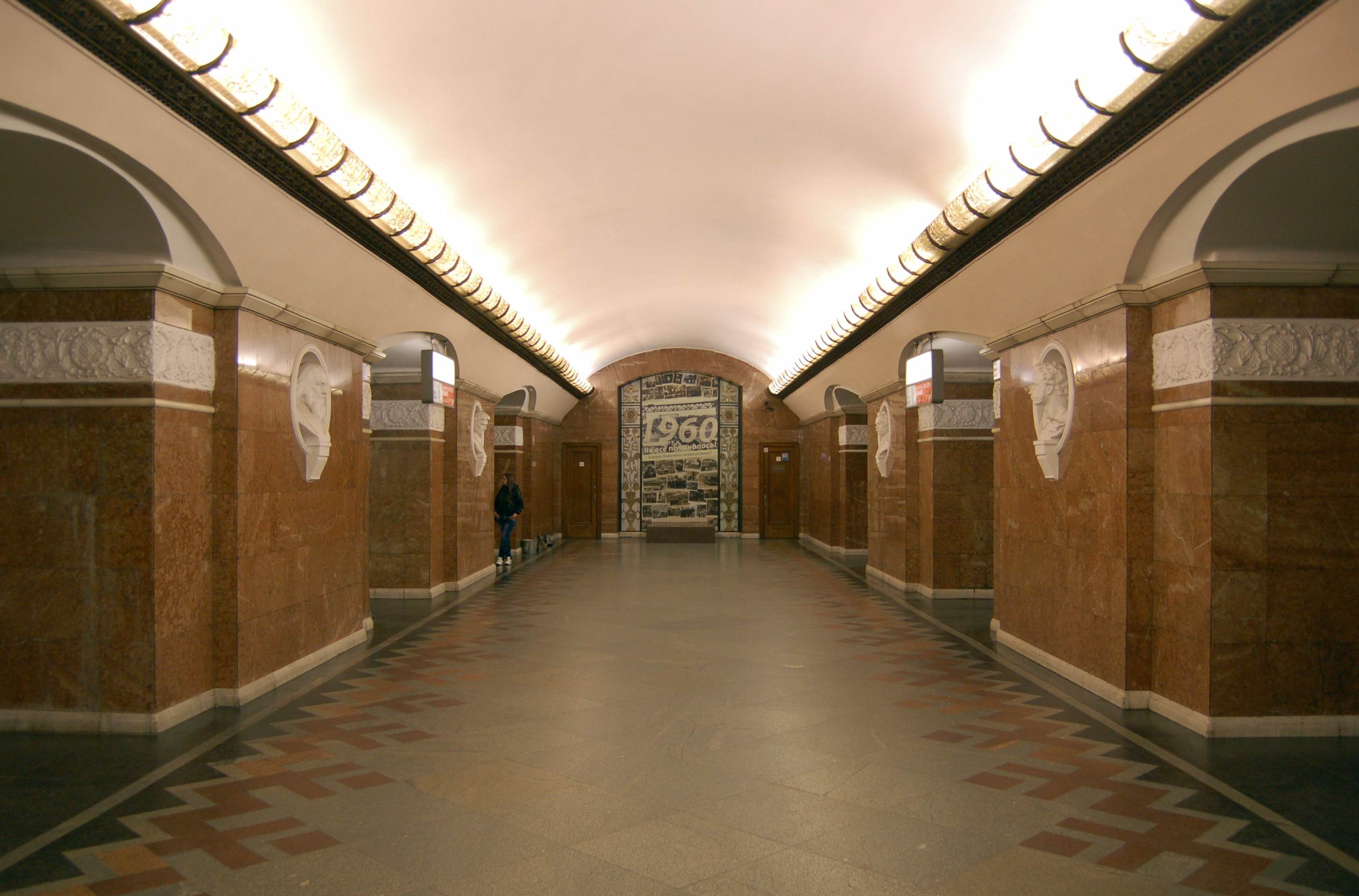
Metro-Station Uniwersytet

- Kulturpalast in Swenyhorodka (1948)[2]
- Kino in Tschernigow und in Nischyn (1949–1950)
- Innenraumgestaltung der Bibliothek des Zentralkomitees der Kommunistischen Partei der Ukraine in Kiew (1953 mit T. D. Jeligulaschwili)
- Bebauung des zentralen Platzes in Perejaslaw-Chmelnyzkyj (1954 mit O. S. Losinskaja, T. D. Jeligulaschwili)
- Wiederaufbau von Wohngebäuden in Kiew (1956, 1960)
- Sanierung des Hauptgebäudes der Ukrainischen Landwirtschaftsakademie in Kiew (1959)
- Station Uniwersytet der ersten Linie der Metro Kiew (1960 mit O. S. Losinskaja, T. D. Jeligulaschwili, Architektur-Denkmal)[3]
- Experimentelles Musterdorf Kodaki, Rajon Wassylkiw, der Oblast Kiew (1960–1970er Jahre)
- Poliklinik mit 1200 Betten und Therapie- und Chirurgie-Gebäude des Oblast-Krankenhauses in Kiew (1974–1975 mit Tamara Dawidowna Jeligulaschwili)
- Bebauung des zentralen Platzes in Wyschhorod (1979)
- Restaurierung des Dendrologischen Parks Oleksandrija in Bila Zerkwa (1980)

## Ehrungen, Preise
- Ehrenzeichen der Sowjetunion (1961)
- Preis des Ministerrats der UdSSR (1971) für den Aufbau des Experimentellen Musterdorfs Kodaki
- Jubiläumsmedaille „Zum Gedenken an den 100. Geburtstag von Wladimir Iljitsch Lenin“
- Medaille „Veteran der Arbeit“